# Рава (Харьюмаа)
Ра́ва (эст. Rava), ранее также Ра́ава (эст. Raava) — деревня в волости Козе уезда Харьюмаа, Эстония.
До административной реформы местных самоуправлений Эстонии 2017 года входила в состав волости Кыуэ.

## География и описание
Расположена в 43 км к юго-востоку от Таллина. Высота над уровнем моря — 82 метра.
Климат умеренный. Официальный язык — эстонский. Почтовый индекс — 75014.

## Население
По данным переписи населения 2021 года, в Рава насчитывалось 38 жителей, из 37 (97,4 %) — эстонцы.
По данным переписи населения 2011 года, в деревне проживали 34 человека, из них 33 (97,1 %) — эстонцы.
Численность населения деревни Рава  по данным переписей населения:
| Год  | 1959 | 1970 | 1979 | 1989 | 2000 | 2011 | 2021 |
| ---- | ---- | ---- | ---- | ---- | ---- | ---- | ---- |
| Чел. | 74   | ↘ 55 | ↗ 78 | ↘ 58 | ↘ 27 | ↗ 34 | ↗ 38 |

## История
В письменных источниках 1726 года упоминается Rawa (деревня), 1873 года — Roawa, примерно 1900 года — Рава (деревня), 1922 года — Raava (деревня). Хотя деревня упоминается с начала XVIII века, в атласе Меллина 1796 года она не указана.
На территории деревни расположен памятник археологии — древнее кладбище, получившее название Кяэбастемяги (эст. Kääbastemägi — «Гора могил»). Оно относится к первой половине второго тысячелетия и охватывает площадь примерно 100 метров в диаметре.

Советский памятник на братской могиле павших во II мировой войне в Рава. Демонтирован в 2022 году

В 1965 году на находящейся на территории деревни братской могиле советских воинов, павших во Второй мировой войне (исторический памятник с 1997 до 2023 года) был установлен памятник с надписью «Воинам Советской армии, павшим в Великой Отечественной войне 1941—1945». Рабочая группа по советским памятникам при Госканцелярии Эстонии в своём протоколе от 30 ноября 2022 года признала памятник «красным», т. е. подлежащим демонтажу. Останки подлежат перезахоронению на кладбище. Памятник был демонтирован летом 2022 года. По советским данным, в братской могиле были захоронены 37 красноармейцев, при археологических раскопках 14 сентября 2023 года останки не найдены (см. Список советских военных памятников Эстонии).

## Происхождение топонима
Основой названия деревни Институт эстонского языка считает эстонское слово ‘raba’ — «верховое болото».

## Комментарии
1. ↑  Эстонские топонимы, оканчивающиеся на -а, не склоняются и не имеют женского рода (исключение — Нарва)[8].